# Carlo Trombetta
Carlo Trombetta – włoski bokser, brązowy medalista Mistrzostw Europy z roku 1930. W walce o brązowy medal pokonał reprezentanta Rumunii Iona Lungu.